# Fabio Troiano
Fabio Troiano (Carmagnola, 10 ottobre 1974) è un attore, sceneggiatore e conduttore televisivo italiano.

## Biografia
Diplomatosi nel 2000 alla Scuola di Recitazione del Teatro Stabile di Torino, diretta da Luca Ronconi, si perfeziona successivamente con Massimo Navone. Inizia a lavorare in teatro diretto, tra gli altri, da Mauro Avogadro, Marco Plini, Giancarlo Cobelli e Dominique Pitoiset in diverse produzioni dello Stabile, tra cui Risveglio di primavera di Frank Wedekind, La visita dell'uomo grigio di Dario Buzzolan, Didone abbandonata sul libretto originario di Pietro Metastasio e ne L'impresario delle Smirne di Carlo Goldoni. Nel 2003 vince il Premio Salvo Randone come migliore attore. Comincia a lavorare in televisione nel pluripremiato programma per bambini Melevisione, prodotto dalla Rai, dove interpreta il ruolo del Genio Abù Zazà.
La svolta professionale arriva col cinema e l'incontro con Davide Ferrario, che lo dirige insieme a Francesca Inaudi e Giorgio Pasotti in Dopo mezzanotte, film per il quale riceve il Premio Magna Grecia per il cinema per l'interpretazione e nel 2005 la candidatura ai David di Donatello come migliore attore non protagonista. Seguiranno, sempre per la regia di Ferrario, Se devo essere sincera e Tutta colpa di Giuda nel 2009, di cui è protagonista insieme a Kasia Smutniak. È diretto anche da Silvio Soldini nel fortunato Giorni e nuvole (2007) presentato in concorso alla Festa del Cinema di Roma e al Festival Internazionale del Cinema di Mosca e più tardi in Cosa voglio di più (2010). 
Tra i suoi film: Santa Maradona e A/R Andata + Ritorno, per la regia di Marco Ponti, Il silenzio dell'allodola (2005), regia di David Ballerini, Il giorno + bello (2006), diretto da Massimo Cappelli, in cui è protagonista insieme a Violante Placido. Nel 2009 è nel cast di Cado dalle nubi film campione di incassi di Checco Zalone, nei panni del personal trainer Manolo, personaggio divenuto icona di YouTube. Seguono i film Passannante (2011) regia di Sergio Colabona, incentrato sulla vita dell'anarchico lucano Giovanni Passannante. Solo un padre di Luca Lucini con Luca Argentero e Anna Foglietta. Stai lontana da me di Maria Federici con Ambra Angiolini ed Enrico Brignano. Torna a lavorare con Massimo Cappelli nelle commedie Non c'è due senza te e Prima di lunedì a fianco di Vincenzo Salemme e Sandra Milo. 
Numerosi anche i suoi lavori televisivi, tra cui la serie tv Le stagioni del cuore (2004) per la regia di Antonello Grimaldi, la miniserie tv Caterina e le sue figlie (2005), diretta da Fabio Jephcott, cinque serie di R.I.S. - Delitti imperfetti, prodotto da Pietro Valsecchi per Taodue e la miniserie Il generale dei briganti (2012) di Paolo Poeti, dove interpreta il brigante aviglianese Ninco Nanco, luogotenente di Carmine Crocco. È nel cast di Squadra antimafia nel ruolo del perfido Saverio Torrisi e in quello del film La classe degli asini per la regia di Andrea Porporati, prodotto dalla Rai; tra protagonisti della serie Benvenuti a tavola  con Fabrizio Bentivoglio, Giorgio Tirabassi e Lorenza Indovina e del più recente Amore pensaci tu dei registi Terracciano e Pavolini con Emilio Solfrizzi, Filippo Nigro e Giuliana De Sio. 
Nel 2009 è tra i doppiatori del film d'animazione in 3D G-Force - Superspie in missione della Disney e dà voce alla talpa Speckles, doppiata in originale da Nicolas Cage. Si è cimentato con successo nei panni del conduttore della prima edizione del talent show The Voice of Italy su Rai 2. Tra gli altri, riceve nel 2009 il Premio Federico II come attore rivelazione al Festival del Cinema di Cosenza e nel 2013 il premio come migliore attore di fiction al VI Gala del Cinema e della Fiction.
Torna a teatro nel 2011 chiamato dal regista messinese Massimo Romeo Piparo per interpretare, al Teatro Sistina, la celebre commedia musicale di Garinei e Giovannini, Rinaldo in campo nel ruolo che fu di Domenico Modugno e più tardi di Massimo Ranieri. Con lui in scena Serena Autieri, Rodolfo Laganà e Gianni Ferreri. 
Nel 2013 ha condotto Colorado per una puntata insieme a Paolo Ruffini, su Italia 1.
È stato protagonista in due episodi della famosa sitcom Camera Café, la prima volta nel 2003, nell'episodio Compagni di classe della prima stagione, in cui incontrava dopo tanto tempo il suo ex compagno di classe Luca Nervi. La seconda apparizione avviene nel 2017 nella sesta stagione, nell'episodio Troiano ragioniere in cui interpreta se stesso recandosi nella famosa azienda per studiare il ruolo di ragioniere per il suo prossimo film. 
È protagonista nel 2017 di Lampedusa del drammaturgo inglese Anders Lustgarten, prodotto da BAM Teatro e presentato per la prima volta in Italia al Festival Mittelfest 2017.
Non va confuso con il suo omonimo Fabio Troiano, nato a Napoli nel 1988, che interpreta il simpatico bambino Gaetanino nella serie TV Anni '50, del 1998.

## Vita privata
A causa di un problema d'asma, Fabio ha vissuto a Casola di Napoli, un comune dell'hinterland napoletano, dai nonni, fino alla fine degli studi elementari. Poi è tornato a vivere a Carmagnola in provincia di Torino dove è nato e cresciuto.
È stato fidanzato per diversi anni con Violante Placido. Dal 2019 è legato sentimentalmente alla showgirl Eleonora Pedron.  I due hanno recitato insieme nel ruolo di una coppia in Tre sorelle, film uscito nel 2022.

## Filmografia

### Cinema
- L'uomo della fortuna, regia di Silvia Saraceno (2000)
- Santa Maradona, regia di Marco Ponti (2001)
- Se devo essere sincera, regia di Davide Ferrario (2004)
- Dopo mezzanotte, regia di Davide Ferrario (2004)
- A/R Andata + Ritorno, regia di Marco Ponti (2004)
- Il silenzio dell'allodola, regia di David Ballerini (2005)
- Il giorno + bello, regia di Massimo Cappelli (2006)
- Family Game - Se una vita non basta, regia di Alfredo Arciero (2007)
- Cardiofitness, regia di Fabio Tagliavia (2007)
- Giorni e nuvole, regia di Silvio Soldini (2007)
- Solo un padre, regia di Luca Lucini (2008)
- Goodbye Mr. Zeus!, regia di Carlo Sarti (2009)
- Tutta colpa di Giuda, regia di Davide Ferrario (2009)
- Cado dalle nubi, regia di Gennaro Nunziante (2009)
- Cosa voglio di più, regia di Silvio Soldini (2010)
- Ti amo troppo per dirtelo, regia di Marco Ponti (2011)
- Passannante, regia di Sergio Colabona (2011)
- Stai lontana da me, regia di Alessio Maria Federici (2013)
- Mio papà, regia di Giulio Base (2014)
- Non c'è 2 senza te, regia di Massimo Cappelli (2015)
- Rosso Mille Miglia, regia di Claudio Uberti (2015)
- Prima di lunedì, regia di Massimo Cappelli (2016)
- Titanium White, regia di Piotr Smigasiewicz (2017)
- Stato di ebbrezza regia di Luca Biglione (2018)
- Malati di sesso, regia di Claudio Ciccionetti (2018)
- Nati 2 volte, regia di Pierluigi Di Lallo (2019)
- Upside Down, regia di Luca Tornatore (2021)
- Tre sorelle, regia di Enrico Vanzina (2022)
- Peripheric Love, regia di Luc Walpoth (2024)

### Televisione
- La squadra, registi vari – serie TV, 6 episodi (2000-2001)
- La Melevisione nel ruolo del genio Abu Zazà (2000-2004)
- Centovetrine, registi vari – soap opera (2001)
- Camera Café, registi vari - sitcom (2004-2017)
- Le stagioni del cuore, regia di Antonello Grimaldi – serie TV (2004)
- Caterina e le sue figlie – serie TV (2005)
- Le cinque giornate di Milano, regia di Carlo Lizzani – miniserie TV (2005)
- Attacco allo stato, regia di Michele Soavi – miniserie TV (2006)
- L'uomo che rubò la Gioconda, regia di Fabrizio Costa – miniserie TV (2006)
- R.I.S. - Delitti imperfetti – serie TV (2008-2009)
- Intelligence - Servizi & segreti – serie TV (2009)
- Le segretarie del sesto, regia di Angelo Longoni – miniserie TV (2009)
- R.I.S. Roma - Delitti imperfetti – serie TV (2010-2012)
- Divano Football Club - sitcom (2010)
- Un cane per due, regia di Giulio Base – film TV (2010)
- Il generale dei briganti, regia di Paolo Poeti – miniserie TV (2012)
- Il clan dei camorristi – serie TV (2013)
- Benvenuti a tavola - Nord vs Sud – serie TV (2013)
- Squadra antimafia – serie TV, 14 episodi (2015-2016)
- La classe degli asini, regia di Andrea Porporati – film TV (2016)
- Amore pensaci tu – serie TV (2017)
- Tre sorelle, regia di Enrico Vanzina - film Prime Video (2022)

### Videoclip
- Se fossi in te degli ATPC, regia di Francesco Calabrese (2004)
- Cosa vuoi che sia di Luciano Ligabue, regia di Alex Infascelli (2006)
- Aspettando meteoriti dei Linea 77, regia di Bonsaininja Studio (2010)
- Senza limiti io! dei Mavery Quid, regia di Pupi Oggiano (2013)
- Il rimedio la vita e la cura di Chiara Galiazzo, regia di Marco Salom (2014)
- StartUp dei Rio, regia di Fabio Mora e Gianni Gaudenzi (2018)

## Teatro
- Il sogno dell'iniezione a Irma, di Sigmund Freud, regia di Mauro Avogadro (1999)
- Didone abbandonata, di Pietro Metastasio, regia di Mauro Avogadro (1999)
- La potenza delle tenebre, di Lev Tolstoj, regia di Mauro Avogadro (2000)
- La visita dell'uomo grigio, di Dario Buzzolan, regia di Mauro Avogadro (2001)
- L'impresario delle Smirne, di Carlo Goldoni, regia di Giancarlo Cobelli (2001)
- Risveglio di primavera, di Frank Wedekind, regia di Marco Plini (2002)
- Le serve, di Jean Genet, regia di Alessandro Adriano, Giuseppe Loconsole, Fabio Troiano (2002)
- Il Fantabosco delle fiabe, di Mela Cecchi, Bruno Tognolini, Janna Carioli, Martina Forti, Venceslao Cembalo, regia di Roberto Valentini (2002)
- Raccontare L'"Inferno", attraverso Dante Alighieri e Primo Levi, regia di Ola Cavagna (2002)
- Pene d'amor perdute, di William Shakespeare, regia di Christophe Pitoiset (2003)
- Il medico dei pazzi, di Eduardo Scarpetta, regia di Teodoro Esposito (2011)
- Rinaldo in campo, di Garinei e Giovannini, regia di Massimo Romeo Piparo (2011)
- Lampedusa, di Anders Lustgarten, regia di Gianpiero Borgia (2017)
- La camera azzurra, di Georges Simenon, regia di Serena Sinigaglia (2019)
- I soliti ignoti, di Mario Monicelli, regia di Vinicio Marchioni (2022)
- Il dio bambino, di Giorgio Gaber e Sandro Luporini, regia di Giorgio Gallione (2023)

## Programmi televisivi
- Melevisione (Rai 3, 2001-2004)
- The Voice of Italy (Rai 2, 2013)
- Colorado (Italia 1, 2013)
- Mistero Adventure (Italia 1, 2015-2016)
- Meraviglie - La penisola dei tesori[3] (Rai 1, 2020)
- Bell'Italia in viaggio (LA7, dal 2021)

## Spot televisivi
- Kimbo Caffè[4][5]

## Riconoscimenti
- David di Donatello (2005) - Nomination come miglior attore non protagonista per Dopo mezzanotte
- Roma Videoclip (2007) - Miglior videoclip per Cosa vuoi che sia
- Delfino d’oro (2016)
- Villamare Film Archiviato il 22 luglio 2021 in Internet Archive. (2020) - Migliore attore protagonista per Nati 2 volte